# 퍼프리카시 치르케
퍼프리카시 치르케(헝가리어: paprikás csirke) 또는 치르케퍼프리카시(헝가리어: csirkepaprikás)는 헝가리의 닭고기 요리이다.

## 이름
헝가리어 "퍼프리카시(paprikás)"는 향신료 "파프리카"를 뜻하는 "퍼프리커(paprika)"에 형용사를 만드는 접사 "-s"가 붙은 형태이다. "치르케(csirke)"는 "닭"이라는 뜻이다. 따라서 "퍼프리카시 치르케"는 "파프리카 닭고기"를 뜻하며, 따라서 영어권 등에서는 퍼프리카시 치르케가 "파프리카 치킨(paprika chicken)"으로 알려져 있기도 한다.